# Wicha Nantasri
Wicha Nantasri (tiếng Thái: วิชา นันทะศรี, sinh ngày 15 tháng 1 năm 1986), hoặc còn được biết với tên đơn giản ฺBob (tiếng Thái: บ๊อบ) là một cầu thủ bóng đá người Thái Lan thi đấu ở vị trí tiền vệ cho câu lạc bộ ở Thai League 2 Khon Kaen.

## Đời sống cá nhân
Anh trai sinh đôi của Wicha, Wichan, cũng là một cầu thủ bóng đá và thi đấu cho Police Tero ở vị trí tiền vệ chạy cánh.

## Danh hiệu

### Câu lạc bộ
Loei City
- Regional League North-East Division (2): 2009, 2010